# Хансен, Асбьёрн
Асбьёрн Ха́нсен (фар. Asbjørn Hansen; род. 22 марта 1959 года в Тофтире, Фарерские острова) — бывший фарерский футболист, защитник, выступавший за клуб «Б68».

## Карьера
Асбьёрн — воспитанник тофтирского футбола. Свой первый матч за клуб он провёл 24 мая 1979 года: это была встреча в рамках кубка Фарерских островов против второй команды столичного «ХБ». Асбьёрн был важным игроком «Б68» в сезоне-1980, по итогам которого тофтирцы впервые в истории выиграли первый дивизион. Асбьёрн дебютировал в чемпионате Фарерских островов 26 апреля 1981 года в поединке с клаксвуйкским «КИ». Всего в своём первом сезоне на высшем уровне защитник провёл 12 встреч. В сезоне-1982 Асбьёрн потерял место в основном составе «Б68», сыграв всего 5 матчей.
С сезона-1983 он снова был важным игроком тофтирцев. В 1984—1986 годах защитник принимал участие во всех матчах «Б68» в рамках первенства архипелага, выиграв чемпионские титулы в первых двух сезонах. 1 июля 1984 года Асбьёрн забил первый гол в карьере, поразив ворота «ГИ» в кубковой встрече. В сезоне-1988 он вновь утратил статус игрока основы «Б68». 30 сентября 1990 года Асбьёрн сыграл последний матч за тофтирцев: в матче высшего дивизиона против «МБ» он отметился забитым мячом. В конце сезона-1990 защитник завершил выступления на высоком уровне.

## Достижения
«Б68»
- Чемпион Фарерских островов (2): 1984, 1985
- Победитель первого дивизиона (1): 1980